# 滝川一積
滝川 一積（たきがわ かずあつ）は、江戸時代前期の武将、江戸幕府旗本。

## 経歴
天正11年（1583年）誕生。滝川一益の孫にあたる。父・一忠は豊臣秀吉により追放されて浪人であったため、一積もまた関ヶ原の戦い以前の行動は定かではない。旧知であった真田氏の元にいたともいわれ、関ヶ原の戦いの際に石田三成の父石田正継の猶子であった宇多頼次と離縁していた真田昌幸の娘を託されたという。
その後、織田長益の推挙によって伯耆米子藩主・中村一忠に仕えた。その直後の慶長8年（1603年）に徳川家康の下で2,000石を拝領して家臣となっていた叔父・滝川一時が若くして死去し、子の滝川一乗が2歳だったため、一乗が15歳になるまでの名代に任じられ、一乗が250石、一積が1750石を知行し家康に仕えた（同時期に米子藩では横田騒動が起こっていた）。大坂の陣では、徳川方使番として活躍した。
元和2年（1616年）、一積は、一乗が15歳となっても所領を譲ろうとしなかったため訴えられ、一乗が20歳未満であったため750石のみを分与することとなり、一積は1000石の旗本となった（その後、この問題については結局うやむやとなった）。また昌幸の五女を妻にしていた縁から、討死にした真田信繁の娘を養女に迎え、片倉重長や、蒲生家の重臣で三春城代（のち伊予松山藩家老）の蒲生郷喜に嫁がせるなど、度々真田氏のために働いた（信繁の娘の夫は蒲生郷喜の息子とする指摘もある）。
寛永3年（1626年）の徳川秀忠上洛にも付き従った。しかし秀忠が死去した寛永9年（1632年）7月16日、幕府から突如として、先の信繁の娘を養女として蒲生家の家臣に嫁がせたことなどを罪状にされ、幕府使番の職を解かれて除封された。その頃、松山藩蒲生忠知家では内紛が起きており、蒲生郷喜の排除を主張する福西宗長や関元吉（一利）が、信繁の娘との婚姻の件を告発理由として取り上げ、一積の除封の6日前に徳川家光の御前にて当事者同士の対決が実施されたばかりであった。
万治3年（1660年）に死去。嫡子の一明は、寛文3年（1663年）に再び幕府に300俵で召しだされ、御家人となった。
一明の正妻は、真田幸道の叔母。

## 関連作品
小説
- 『真田太平記』池波正太郎
- 『武士の紋章』池波正太郎

テレビドラマ
- 『真田太平記』（1985年、NHK新大型時代劇、演：三浦浩一）